# Шредингерова мачка
Шредингерова мачка је мисаони експеримент, уобичајено описан као парадокс, који је осмислио аустријски физичар Ервин Шредингер 1935. године. Експеримент указује на оно што је он сматрао проблемом копенхагенске интерпретације квантне механике, примењене на свакодневне објекте, који резултује сукобом са здравим разумом. У овом експерименту се представља да мачка може бити и жива и мртва, у зависности од претходних насумичних догађаја. Иако је првобитни „експеримент” био имагинаран, слични принципи су били истраживани и коришћени у практичној примени. Мачкин парадокс је такође често био предмет теоријских расправа и интерпретација квантне механике. Развијајући овај експеримент, Шредингер је сковао термин уплитање.

## Порекло и мотивација
Ервин Шредингер је свој мисаони експеримент првобитно замислио као дискусију у вези ЕПР чланка, који је име добио градећи акроним од имена својих аутора: Ајнштајна, Подолског и Розена, 1935. године. ЕПР чланак је истакао чудну природу квантних суперпозиција, у којима квантни систем као што је атом или фотон може постојати као комбинација више стања од којих свако одговара различитом могућем исходу. Преовлађујућа теорија, под именом копенхагенска интерпретација, каже да квантни систем остаје у овој позицији све док не дође у интеракцију са спољашњим светом, или буде посматран од стране истог, при чему се суперпозиција „урушава” у једно од могућих одређених стања. ЕПР експеримент је показао да би се систем са више честица раздвојених огромним удаљеностима могао наћи у таквој суперпозицији. Шредингер и Ајнштајн су разменили писма о Ајнштајновом ЕПР чланку, у оквиру којег је он истакао да ће стање „нестабилног” бурета барута, након извесног времена, попримити суперпозицију „и експлодираног и неексплодираног стања”.
Како би проблем боље предочио, Шредингер је описао како би се могло — у принципу — створити стање суперпозиције у систему великих размера чинећи га зависним о честици која је била у суперпозицији. Он је предложио сценарио са мачком стављеном у затворену кутију, при чему би живот или смрт мачке зависили о стању радиоактивног атома, тј. да ли се распао и емитовао радијацију или не. Према Шредингеру, копенхагенска интерпретација имплицира да „мачка остаје и жива и мртва” све док се кутија не отвори. Шредингер није имао намеру да то да мачка може бити „и жива и мртва” буде схваћено као озбиљна могућност; напротив, намера му је била да илуструје апсурдност постојећег гледишта на квантну механику. Какогод, од Шредингерова времена па до дан-данас развиле су се и унапредиле многе друге интерпретације математике квантне механике од стране физичара, од којих неки суперпозицију „и живе и мртве” мачке виде као прилично могућу. С намером да само постане критика на копенхагенску интерпретацију (преовлађујуће православље 1935. године), Шредингерова мачка ће остати мисаони експеримент који представља камен-темељац модерних интерпретација квантне механике. Физичари често користе начине на које се Шредингерова мачка тумачи као начине за илустровање и поређење одређених одлика и својстава, од. јачина и слабости поједине интерпретације.

## Мисаони експеримент
Шредингер је написао:
| „ | Могуће је чак поставити и смешне случајеве. Мачку затворимо у челичну комору, заједно са одговарајућим уређајем (који мора бити осигуран од директног контакта са мачком): у Гајгеровом бројачу се налази мало радиоактивне супстанце, толико мало да се у току једног сата атом може довести до распадања, али са једнаком могућношћу и да се то не деси; у случају да се то деси, цев Гајгеровог бројача се празни и кроз релеј отпушта чекић који разбија малу бочицу цијановодоничне киселине. Ако се овај систем препусти самом себи на један сат, могло би се рећи да је мачка још жива уколико у међувремену није дошло до распада нити једног атома. Пси-функција целог система би ово изразила постојањем и живе и мртве мачке (опростите на изразу) уситњене и размазане наоколо у једнаким деловима. За ове случајеве је карактеристично то да неодлучност директно ограничена на атомску домену постаје трансформисана у макроскопску неодлучност, што се касније може разрешити директним посматрањем. Ово нас спречава од наивног прихваћања „мутног модела” за представљање у стварности. Сам по себи, он не утеловљује ништа нејасно или контрадикторно. Постоји разлика између нејасне и лоше-фокусиране фотографије, или снимка облака и снимка мутних накупина магле. | ” |
| — Ервин Шредингер, „Die gegenwärtige Situation in der Quantenmechanik” (u prevodu na srpski: „Тренутна ситуација са квантном механиком”), Naturwissenschaften; Превео: Џон Д. Тример (у „Напрецима америчког филозофског друштва”) | |   |

Шредингеров познати експеримент поставља следеће питање: „Када квантни систем престаје постојати као суперпозиција и постаје једно или друго?” (Више технички: „Када стварно квантно стање престаје бити линеарна комбинација стања, од којих свако личи на различита класична стања, и — уместо тога — постаје јединствена класична дескрипција?”) Уколико мачка преживи, „сећа се само свог живота”. Међутим, објашњења ЕПР експеримента конзистентна са стандардном микроскопском квантном механиком захтевају да макроскопски објекти, као што су мачке и свеске, не морају увек имати јединствене класичне дескрипције. Мисаони експеримент илуструје овај очити парадокс. Интуиција нам говори да не постоји посматрач који би могао бити „мешавина више стања”; међутим, мачка — како се чини из мисаоног експеримента — ипак може бити таква мешавина. Да ли је мачка неопходна да буде посматрач, или њено постојање у јединственом добро-дефинисаном класичном стању ипак захтева другог спољашњег посматрача? Свака од ових алтернатива се Алберту Ајнштајну чинила апсурдном; он је био импресиониран могућностима мисаоног експеримента да се истакну ови проблеми. У писму Шредингеру из 1950. године Ајнштајн је написао:
| „                                                                 | Ви сте једини савремени физичар, поред Лауеа, који увиђа да неко није у могућности да заобиђе претпоставку реалности, уколико постоји иједан [физичар] који је искрен. Већина њих не схвата каквом врстом рискантне игре се играју, са принципом реалност-реалност који сматрају независним од нечега експериментално утврђеног. Њихова интерпретација је, понекад, демантована понајвише елегантно вашим системом радиоактивни атом + појачало + пуњење барута + мачка у кутији, где пси-функција система садржава и живу мачку и мачку разнесену на комаде. Нико у ствари не доводи у питање постојање или непостојање мачке као нечега независног од акта посматрања. | ” |
| — Алберт Ајнштајн, одломак из писма Ервину Шредингеру, 1950. год. | |   |

Битно је за напоменути да пуњење барута није поменуто у Шредингеровој поставци, која користи Гајгеров бројач као појачало, и цијановодоничну киселину као отров уместо барута. Барут је био поменут у Ајнштајновој оригиналној сугестији Шредингеру 15 година пре, а Ајнштајн ју је донео до данашње дискусије.

## Интерпретације експеримента
Од Шредингеровог времена до данас, развиле су се многе интерпретације квантне механике које су предлагале различите одговоре на питања постављена од стране експеримента Шредингерове мачке о томе колико дуго суперпозиције трају и када се (или да ли уопште) „урушавају”.

### Копенхагенска интерпретација
Најчешћа интерпретација квантне механике је копенхагенска интерпретација. У теорији копенхагенске интерпретације квантни систем престаје бити суперпозиција стања и постаје или једно или друго након самог посматрања система. Овај мисаони експеримент чини очигледном чињеницу да природа мерења, или посматрања, није добро дефинисана у овој интерпретацији. Експеримент може бити протумачен тако да значи да док је кутија затворена, систем истовремено постоји као суперпозиција стања „распаднуто језгро / мртва мачка” и „нераспаднуто језгро / жива мачка”; када се кутија отвори и након што се посматрање деси таласна функција се „уруши” у једно од ових двају стања.
Какогод, један од главних научника који се веже са копенхагенску интерпретацију, Нилс Бор, никада није разматрао посматрањем-индуковано „урушавање” таласне функције, тако да Шредингерова мачка за њега није представљала никакву загонетку. Мачка би била или мртва или жива пре отварања кутије од стране „свесног посматрача”. Анализа самог стварног експеримента је показала да је мерење (нпр. Гајгеровим бројачем) довољно за „урушавање” квантне таласне функције пре било којег „свесног посматрања” мерења. Поглед на случај из угла да се „посматрање” десило када честица из језгра удара у детектор се може развити у теорије објективног урушавања. Мисаони експеримент захтева „несвесно посматрање” детектора да би се „увећање” јавило. Насупрот томе, тзв. вишесветовна интерпретација негира да се „урушавање” икада и дешава.

### Вишесветовна интерпретација и конзистентне исотрије
Хју Еверет, амерички научник из друге трећине двадесетог века, 1957. године је формулисао вишесветовну интерпретацију квантне механике — ВСИ (енгл. many-worlds interpretation — MWI), познату још и под именом Еверетова интерпретација (енгл. Everett interpretation), али и многим другим именима (енгл. relative state formulation, theory of the universal wavefunction, many-universes interpretation, many-worlds итд.). Ова интерпретација не истиче „посматрање” као посебан процес. Наиме, и живо и мртво стање мачке траје и након отварања кутије, али су та стања декохерентна једно у односу на друго. Другим речима, када се кутија отвори, посматрач и могуће-мртва мачка се раздвајају у случај „посматрача који гледа у кутију са мртвом мачком” и у случај „посматрача који гледа у кутију са живом мачком”. Али, како су „живо и мртво стање” међусобно декохерентна стања, нема ефективне комуникације или интеракције међу њима.
Док отвара кутију, посматрач постаје „уплетен” са мачком, тако да се „стања посматрача” која одговарају живој и мртвој мачки формирају; свако стање посматрача је уплетено или везано са мачком, тако да се „посматрање стања мачке” и само „стање мачке” подударају једно са другим. Квантна декохеренција осигурава да различити исходи немају интеракцију једни са другим. Исти принцип квантне декохеренције је такође важан и за интерпретацију по питању конзистентних историја. Само „мртва мачка” и „жива мачка” могу бити део конзистентне историје у овој интерпретацији.
Сер Роџер Пенроуз даје следећу критику:
| „                                                                  | Желео бих разјаснити да, како ствари стоје, ово [вишесветовна интерпретација] је далеко од резолуције Мачкиног парадокса. То је тако јер не постоји ништа у формализму квантне механике што би захтевало да стање свести не може укључивати истовремену перцепцију „и живе и мртве” мачке. | ” |
| — Роџер Пенроуз, одломак из књиге „Пут до стварности” („The Road to Reality”), pp. 807. | |   |

Какогод, мејнстрим поглед (који не прихваћа неопходно одобравање вишесветовне интерпретације) је такав да тврди да је декохеренција механизам који забрањује сличне истовремене перцепције.
Варијанта експеримента Шредингерова мачка, позната као Машина квантног самоубиства, предложена је од стране космолога Макса Тегмарка. Она испитује Шредингеров експеримент из тачке гледишта мачке, и тврди да би се коришћењем овог приступа могла уочити разлика између копенхагенске интерпретације и вишесветовне интерпретације.

### Склопна интерпретација
Склопна интерпретација или статистичка интерпретација квантне механике наводи да суперпозиције нису ништа друго већ подсклопови већег статистичког склопа. Вектор стања се не би примењивао на појединачне експерименте са мачком, него на статистику више слично припремљених експеримената. Заговорници ове интерпретације кажу да ово чини Шредингерову мачку „тривијалном материјом”, или „непотребним проблемом”.
Ова интерпретација је послужила да се одбаци идеја да један физички систем у квантној механици има математичку дескрипцију која му одговара у било ком смислу.

### Релацијска интерпретација
Релацијска интерпретација не прави темељну разлику између људског експериментатора, мачке и апаратуре, или између живог и неживог система; сви су они системи који подлежу истим правилима еволуције таласне функције, те би се сви могли сврстати у „посматраче”. Тако релацијска интерпретација допушта различитим посматрачима да дају различите резоне исте серије догађаја, зависно о информацијама о систему са којима располажу. Мачка се може сматрати „посматрачем апаратуре”, док се посматрач може сматрати другим посматрачем система у кутији (мачка + апаратура). Пре отварања кутије, мачка, по својој природи може бити жива и мртва, те имати информације о стању апаратуре (атом је или доживео распад или није доживео распад); с друге стране, посматрач нема информације о стању садржаја из кутије. На овај начин два посматрача истовремено имају различите резоне ситуације: за мачку се чини да се таласна функција апаратуре „урушила”, а за посматрача се чини да се садржај из кутије налази у суперпозицији. Све док се кутија не отвори и док оба посматрача не добију исте информације о ономе шта се десило, за оба стања система се чини да се заиста „урушавају” у исти недвосмислен резултат: мачка је или жива или мртва.

### Теорије објективног урушавања
Према теоријама објективног урушавања, суперпозиције се уништавају спонтано (независно од „спољашњих посматрања”), и то када се досегне објективни физички праг (времена, масе, температуре, иреверзибилности / неопозивости итд.). Тиме се очекује да се мачка „сместила” у недвосмислено стање много пре самог отварања кутије. Ово би се могло слободно преформулисати у израз да „мачка посматра саму себе”, или да „окружење посматра мачку”.
Теорије објективног урушавања захтевају модификацију стандардне квантне механике како би се суперпозицијама омогућило то да могу уништити процес временске еволуције. Овај процес, познат под именом декохеренција, налази се међу најбржим процесима досада познатим у физици.

### Примена и тестирања
Онако како је описан, експеримент се чини апсолутно теоретским, а да је предлагани концепт са „машином” конструисан није познато. Какогод, успешни експерименти који укључују сличне принципе (нпр. суперпозиције релативно великих објеката, по стандардима квантне физике) јесу извођени. Ови експерименти не показују да објекти величине мачке могу бити суперпозиционирани, већ је познати „горњи лимит стања мачке” подигнут навише. У многим случајевима стање је „краткоживуће”, чак и када је окружење охлађено скоро па на температуру апсолутне нуле (−273,15&nbsp;°C).
- „Стање мачке” постигнуто помоћу фотона[14]
- Јон берилијума заробљен у стање суперпозиције[15]
- Експеримент који укључује посебну врсту магнетометра (суперпроводнички уређај за квантну интерференцију — SQUID, од енгл. superconducting quantum interference device) доведен у везу са темом мисаоног експеримента: „Стање суперпозиције не одговара милијарди електрона који теку у једном смеру и милијарди других електрона који теку у супротном смеру. Суперпроводни електрони се крећу групно. Сви суперпроводни електрони у SQUID-у теку у оба смера око петље истовремено док су у ’стању Шредингерове мачке’.”[16]
- Конструисана пијезоелектрична звучна виљушка која може бити постављена у суперпозицију вибрирајућег и невибрирајућег стања; резонатор обухвата око 10 билиона атома[17]
- Предложен експеримент који укључује вирус грипа[18]

Код квантних рачунара фраза „стање мачке” (енгл. cat state) се уобичајено односи на специјалну испреплетеност тзв. кјубита (енгл. qubits), где су кјубити у једнаким суперпозицијама „бивања 0” и „бивања 1”. На пример:
{\displaystyle |\psi \rangle ={\frac {1}{\sqrt {2}}}{\bigg (}|00\ldots 0\rangle +|11\ldots 1\rangle {\bigg )}.}

## Проширења / варијанте
Вајнеров пријатељ (енгл. Wigner's friend) је проширење / варијанта Шредингеровог експеримента са два спољашња посматрача: први отвара и прегледа кутију, а онда своја запажања преноси другом посматрачу. Проблем који се јавља у овом случају је то да ли се таласна функција „урушава” када први посматрач отвори кутију, или само када други посматрач буде обавештен о запажањима првог.
У другом проширењу експеримента истакнути физичари су отишли толико далеко да су 1998. године тврдили и предлагали астрономима разматрање претпоставке да посматрање тамне материје у свемиру може „смањити њен животни век” кроз псеудо-експеримент Шредингерове мачке, иако је ово контроверзан поглед на целу проблематичност ситуације.

## Шредингерова мачка у народној култури
Експеримент је у народној култури дошао у контакт са скоро па сваком сфером живота:
- литературом: Нил Гејман — Амерички богови, Тери Прачет — Господари & даме, Џон Грин и Дејвид Левитан — Вил Грејсон, Вил Грејсон, Роберт Антон Вилсон — трилогија Шредингерове мачке, 
Адам Фелбер — Шредингерова лопта, Стивен Мајкл Стерлинг — трилогија Терминатор 2 и др.
- телевизијом: лик Квин из Клизача (јез-ен|Sliders) има љубимца-мачку по имену Шредингер, у Звезданој капији СГ-1 постоји мачка по имену Шредингер; Доктор Ху, Боунс, Штребери и др.
- видео игрицама: Digital Devil Saga, Wild Arms 3, , ,  и др.
- веб стриповима: Schrodinger, Dresden Codak, , ,  и др.
- музиком: Еједеа — Infrared Roses, Марк Розенгартен — Schrodinger's Cat Strikes Back, Tears for Fears — Schrodinger's Cat, The Ghost of a Saber Tooth Tiger — , 
The Crüxshadows — Love and Hatred и др.
- трговином: веб сајт ThinkGeek продаје мајице са мотивима Шредингеровог експеримента — натписи „Шредингерова мачка је мртва” (енгл. "Schrödinger's cat is dead.") и „Шредингерова мачка није мртва” (енгл. "Schrödinger's cat is not dead."), веб сајтови Shirt.woot!, SnorgTees и TeeTurtle такође продају мајице са мотивима Шредингеровог експеримента
- политиком: Хафпостхил је изјавио следеће: „Између 1999. и 2002. године Мит Ромни је некако и био задужен за Бејн и није био задужен за Бејн, што га чини Шредингеровом мачком директора извршних власти.” итд.

На друштвеним мрежама је често „уврштавање” других животиња или бића / предмета уместо мачке у експеримент, те исмијавање саме парадоксичности и ироничности експеримента несхватљивог обичном човеку.